# Snowfever
Snowfever is een Nederlandse romantische, komische speelfilm uit 2004 van Pim van Hoeve.

## Verhaal
De verlegen Nicky gaat voor het eerst zonder haar ouders op wintersport. Ze droomt van prinsen, wil eigenlijk zelf een prinsesje zijn, maar in het werkelijke leven loopt het allemaal wat anders. Steeds weer verprutst ze het. Of valt ze op de verkeerde jongens. Nee, dan haar vriendinnen Max en Sam, populaire meiden en heel wat ervarener met jongens. Ze zijn vastbesloten deze vakantie een leuke skileraar aan de haak te slaan. Eef daarentegen, haar – letterlijk en figuurlijk – dikste vriendin is eigenlijk al blij als ze een beetje op de been kan blijven op de ski’s.
In het wervelende Sölden waar alles draait om babes, booze en boarden is Nicky aanvankelijk niet op haar plek: ze durft geen jongens te benaderen en niet eens off-piste te skiën. Als Max en Sam laten merken dat ze haar gezelschap eigenlijk niet meer op prijs stellen, laat ze dat niet op zich zitten: zij zal bewijzen dat ze niets minder is.
Als ze de snowboardleraar Ryan ontmoeten – de absolute god van Sölden - neemt ze zich heilig voor dat zij (en niet Max of Sam) hem zal versieren deze vakantie en dat ze zijn date zal voor het Oostenrijkse prinsessenbal dat op oudejaarsavond in het kasteel van de Baron gegeven wordt.
Er ontpopt zich tussen de vriendinnen een nietsontziende strijd om Ryan. Overmoedig stort Nicky zich op het boarden, en weet met een hoop geluk in Ryan’s snowboardklasje terecht te komen. Maar op een feestje in hun chalet kapen Max en Sam hem weer voor haar neus weg. De volgende dag grijpt ze haar kans als ze samen met Ryan in de skilift zit: ze zoent Ryan, of eigenlijk zoent hij haar in een ruzie; Nicky zoent (natuurlijk) terug. Als ze later merkt dat dit voor hem niets betekent en hem tijdens de fondueavond in het gezicht slaat, lijkt alles verloren. In haar eentje board ze met haar fakkeltje naar beneden en wordt bijna aangereden wordt door de pistenbully van Erik, de broer van Ryan. In de trein op weg naar Sölden had ze hem op een vervelende wijze al ontmoet. Hun aanvankelijk conflict wordt bijgelegd en het wordt een romantische nacht waarin Erik haar in het licht van de bully boardles geeft.
Nicky heeft nog niet door dat Erik een veel betere match voor haar is, maar gaat de volgende dag wel met hem mee om een vlucht te maken in zijn parapent om Ryan jaloers te maken. Als Erik haar uitnodigt de nacht met haar door te brengen in een berghutje om op 1 januari als eerste een first track in de maagdelijke pistes te zetten, weet ze niet wat ze moet zeggen.
Blijkbaar heeft haar actie toch gewerkt, want Ryan vraagt haar uit om mee te gaan naar het bal en belooft zelfs een date voor Max en Sam te regelen.
Eef ligt ondertussen in het ziekenhuis omdat ze zich heeft voorgedaan als skilerares, een nieuwe identiteit die haar wel succes bij de jongens opleverde maar ook twee gebroken benen: bij het showballet van de skileraren is ze gevallen.
Op oudejaarsavond is Nicky in dubio: moet ze kiezen voor Eef, voor Erik, voor Ryan of Max en Sam. Ze maakt uiteindelijk een keuze, maar is dat wel de juiste?

## Rolverdeling
- Daan Schuurmans - Ryan
- Hanna Verboom - Nicky
- Egbert-Jan Weeber - Erik
- Eva Van Der Gucht - Eef
- Peggy Vrijens - Max
- Collien Fernandes - Sam
- Karina Smulders - Sam (stem)
- Hans van Beenen - Robin (Kiwi)
- Mark van Eeuwen - Dirk
- Jim Bakkum - Jack
- Yolanthe Sneijder-Cabau - Brenda (Banaantje)